# Coppa Italia di tamburello
La Coppa Italia di tamburello è la massima competizione nazionale dopo il campionato di questo sport.

## Storia
È stata istituita nel 1980. La fase finale si disputa ad agosto, ogni anno in una sede diversa. Alla fase finale della Coppa Italia sono ammesse 8 squadre, che si affrontano in quarti, semifinali e finale.
Detentore è l'AT Ennio Guerra Castellaro.

## Albo d'oro
| Anno | Campione                                         | Risultato | finalista                  |
| ---- | ------------------------------------------------ | --------- | -------------------------- |
| 2024 | ASD Tamburello Solferino                         | 6-5, 6-4  | ASDT Arcene                |
| 2023 | AT Virtus Guidizzolo                             | 6-3, 6-2  | AT Ennio Guerra Castellaro |
| 2022 | ASDT Arcene                                      | 6-1, 6-3  | ASD Tamburello Solferino   |
| 2021 | AT Ennio Guerra Castellaro                       | 6-4, 6-3  | ASDT Arcene                |
| 2020 | Non disputata a causa della pandemia di COVID-19 | ...       |                            |
| 2019 | AT Ennio Guerra Castellaro                       | ...       |                            |
| 2018 | ASDT Cavaion Monte                               | ...       |                            |
| 2017 | ASDT Cavaion Monte                               | ...       |                            |
| 2016 | AT Ennio Guerra Castellaro                       | 13-11     | ASDT Cavaion Monte         |
| 2015 | ASDT Cavaion Monte                               | ...       |                            |
| 2014 | AT Ennio Guerra Castellaro                       | ...       |                            |
| 2013 | US Callianetto                                   | ...       |                            |
| 2012 | US Callianetto                                   | ...       |                            |
| 2011 | US Callianetto                                   | ...       |                            |
| 2010 | Mezzolombardo                                    | ...       |                            |
| 2009 | US Callianetto                                   | ...       |                            |
| 2008 | US Callianetto                                   | ...       |                            |
| 2007 | US Callianetto                                   | 13-7      | ASD Tamburello Solferino   |
| 2006 | US Callianetto                                   | ...       |                            |
| 2005 | US Callianetto                                   | ...       | Montechiaro                |
| 2004 | US Callianetto                                   | ...       |                            |
| 2003 | US Callianetto                                   | ...       |                            |
| 2002 | AT Bardolino                                     | ...       |                            |
| 2001 | UST San Paolo d'Argon                            | ...       |                            |
| 2000 | Polisportiva Castelferro                         | ...       |                            |
| 1999 | Polisportiva Castelferro                         | ...       |                            |
| 1998 | AT Ennio Guerra Castellaro                       | ...       |                            |
| 1997 | Polisportiva Castelferro                         | ...       |                            |
| 1996 | Polisportiva Castelferro                         | ...       |                            |
| 1995 | Polisportiva Tuenno                              | ...       |                            |
| 1994 | Polisportiva Castelferro                         | ...       |                            |
| 1993 | Bonate Sotto Cavagna                             | ...       |                            |
| 1992 | Castelferro Grafoplast                           | ...       |                            |
| 1991 | Castelferro Grafoplast                           | ...       |                            |
| 1990 | Castelferro Grafoplast                           | ...       |                            |
| 1989 | Castelferro Erg                                  | ...       |                            |
| 1988 | Castelferro Grafoplast Erg                       | ...       |                            |
| 1987 | Castelferro Erg                                  | ...       |                            |
| 1986 | Bussolengo CCV                                   | ...       |                            |
| 1985 | Bussolengo CCV                                   | ...       |                            |
| 1984 | Maria Pia Vassanelli Bussolengo                  | ...       |                            |
| 1983 | Rappresentativa Verona                           | ...       |                            |
| 1982 | Rappresentativa Verona                           | ...       |                            |
| 1981 | Rappresentativa Mantova                          | ...       |                            |
| 1980 | Maria Pia Vassanelli Bussolengo                  | ...       |                            |

## Vittorie per squadra
| Vittorie | Club                       |
| -------- | -------------------------- |
| 11       | Polisportiva Castelferro   |
| 10       | US Callianetto             |
| 5        | AT Ennio Guerra Castellaro |
| 4        | Bussolengo                 |
| 3        | ASDT Cavaion Monte         |
| 2        | Rappresentativa Verona     |
| 1        | Rappresentativa Mantova    |
| 1        | Bonate Sotto Cavagna       |
| 1        | Polisportiva Tuenno        |
| 1        | UST San Paolo d'Argon      |
| 1        | AT Bardolino               |
| 1        | AT Mezzolombardo           |
| 1        | AT Virtus Guidizzolo       |
| 1        | ASDT Arcene                |
| 1        | ASD Tamburello Solferino   |